# Emilio Palma
Emilio Marcos Palma (Base Esperanza, 7 de janeiro de 1978) é um cidadão argentino que se tornou célebre por ter sido a primeira pessoa nascida no continente antártico. Embora mais dez pessoas tenham nascido no continente austral, Palma é ainda o que nasceu mais a sul do que qualquer outro.
Nasceu no Fortín Sargento Cabral, na Base Esperança, perto da extremidade da Península Antártica. Por seus pais serem cidadãos argentinos e por ter nascido em uma base da Argentina, Palma recebeu automaticamente a cidadania argentina do governo.
Palma consta do Livro Guinness dos Recordes por ter sido a primeira pessoa a nascer no continente antártico. Às vezes, porém, considera-se que a primeira pessoa nascida na Antártica seria Solveig Gunbjørg Jacobsen, nascido ao sul da Convergência Antártica, no território das Ilhas Geórgia do Sul e Sandwich do Sul, em 1913, devido ao fato de que o território é considerado parte da Antártica para certos fins.

## Biografia

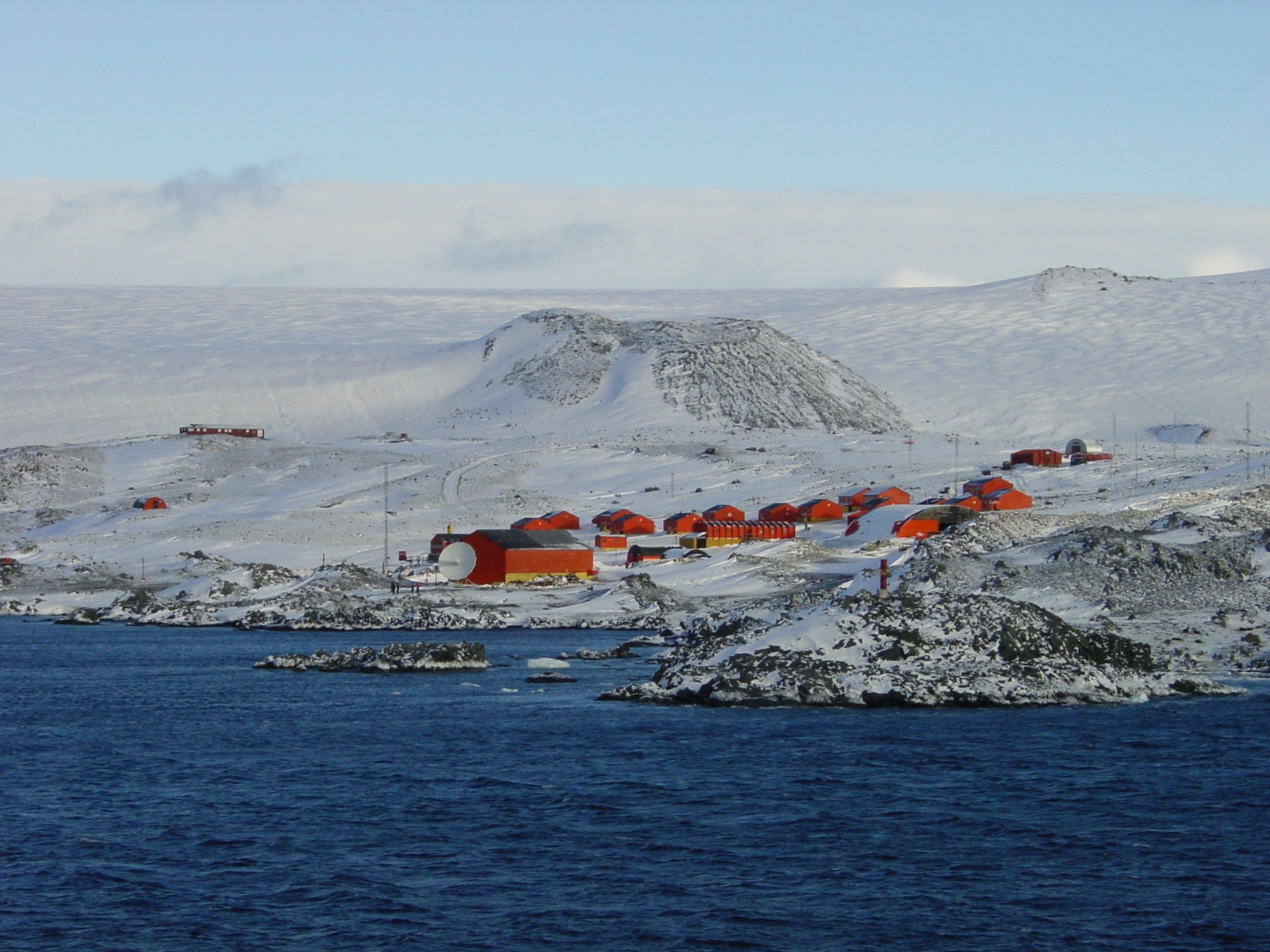
Estação Esperanza, local de nascimento de Emilio Palma

Emilio Palma é filho dos cidadãos argentinos Jorge Emilio Palma e María Silvia Morello. Nasceu no Fortín Sargento Cabral, na base antártica de Esperanza, no extremo norte da Península Antártica. Jorge, seu pai, tenente-coronel do Exército argentino e chefe do destacamento de base, e sua mãe, María, grávida de sete meses, junto com seus três filhos, foram transferidos para o continente antártico de avião por indicação da ditadura militar argentina para que a mulher pudesse dar à luz o primeiro ser humano nascido naquele território, já que a Argentina reivindica soberania sobre a área. Por um lado, a mãe não teve que enfrentar problemas nutricionais nos primeiros meses sensíveis de gravidez e a criança, além de ser a primeira nativa da Antártida, seria ao mesmo tempo cidadã argentina, como seus pais. Os últimos meses de gravidez não tiveram dificuldade.
Em 1977, o governo argentino também implementou a medida de que o pessoal dispensado da base de Esperanza, no ano seguinte, seria acompanhado por suas famílias, a fim de formar o núcleo populacional do Fortín Sargento Cabral. Os pais de Emilio chegaram à base em dezembro daquele ano. Sete crianças em idade escolar também viajaram. Após seu nascimento, que ocorreu às 8h40 da manhã, recebeu imediatamente a nacionalidade daquele país. Pesava 3,4 quilos.
Dois médicos argentinos que os acompanharam desde o primeiro momento assistiram ao parto, pois o ginecologista e o pediatra do Hospital Militar de Buenos Aires não puderam chegar devido ao mau tempo que prevalecia na ocasião. Pablo Pérez, chefe do Registro Civil nº 2506 da Base Esperanza, assinou o Certificado nº 1 do Livro de Nascimento, emitindo o respectivo Documento Nacional de Identidade número 26.185.401.
Emilio Marcos Palma é cidadão argentino, em virtude do conceito jurídico romano de jus sanguinis, uma vez que o conceito jurídico romano de jus soli não se aplica à Antártida, em virtude do Tratado da Antártida. O Reino Unido, que reivindica a área como parte do Território Antártico Britânico, disse que Palma tinha o direito de reivindicar a cidadania britânica sob os termos da lei de nacionalidade dos Territórios Ultramarinos Britânicos. Nem ele nem seus pais entraram com um pedido.

Palma recebeu cartas de presidentes de vários países e convites para participar a cada década das reuniões do Tratado da Antártida, das quais nunca participou.